# Guardia d'Inverno
La Guardia d'Inverno (Winter Guard) è un immaginario gruppo di personaggi che compare nei fumetti pubblicati negli Stati Uniti d'America dalla Marvel Comics, creato da Kurt Busiek (testi) e Sean Chen (disegni), pubblicata dalla Marvel Comics. La sua prima apparizione avviene in The invincible Iron Man (vol. 3) n. 9 (ottobre 1998).
È un supergruppo sovietico in contrapposizione ai Vendicatori (che rappresentano l'America). Questo gruppo è sempre stato formato da personaggi che ricordavano le loro controparti americane.
In origine il gruppo comprendeva:
- Guardiano Rosso
- Ursa Majior
- Stella Nera
- Vanguard
- Dinamo Cremisi
- Titanium Man

Il gruppo è riapparso recentemente durante la saga dell'Hulk Rosso: mentre Iron Man, She-Hulk, Doc Samson, il generale Ross e Maria Hill indagano sulla morte di Abominio, la Guardia d'Inverno li affronta nel tentativo di non far trapelare notizie agli americani.
In Incredibili X-men (2018) appaiono in un cameo mentre combattono dei mammuth